# Seanchan

De vlag van Seanchan

Seanchan is in de veertiendelige boekenserie Het Rad des Tijds (fictie), geschreven door Robert Jordan, het meest westelijke continent.
Het herbergt het Seanchaanse keizerrijk en een deel van de Verwording, hoewel deze veel rustiger is dan de Verwording in de Oude Wereld. Dit is deels te danken aan exotische Seanchaanse wezens zoals de Raken en de To'Raken, en het feit dat Shayol Ghul in de Oude Wereld ligt.
In Seanchan worden Geleiders gedood (door de smet op Saidin) en Geleidsters - Aes Sedai - worden beteugeld met een a'dam.
Hierdoor krijgt men de verhouding Sul'dam die de Damane (Aes Sedai) beteugelt en kan gebruiken.
Voor de zogenaamde Bestendiging was Seanchan verdeeld in honderden kleine onafhankelijke staatjes, waarvan de meeste geregeerd werden door Aes Sedai.
Tijdens de Trollok-oorlogen haalden de Seanchanen via Portaalstenen exotische dieren zoals de Raken en de To'Raken naar Seanchan die hielpen de Trolloks en Myrddraal in de Verwording te doden.
Dit is er een oorzaak van dat Trolloks en Myrddraal in de Seanchaanse Verwording niet voorkomen.
Toen Artur Haviksvleugel de Oude Wereld en delen van Shara had veroverd stuurde hij, onder invloed van de Verzaker Ishamael, een leger onder leiding van zijn zoon Luthair Peandrang naar Seanchan.
Alle mensen dachten dat deze vloot ergens in de Arythische Oceaan verloren was gegaan, maar Luthair Peandrang kwam aan in Seanchan.
Onder zijn opvolgers werd Seanchan in een oorlog van tweehonderd jaar tot een land gesmeed (Bestendiging), het zogenaamde Seanchaanse keizerrijk. De hoofdstad hiervan werd Seandar.
Seanchan bereidde zich voor op de Corenne, de Terugkeer om de kernlanden van Haviksvleugels rijk te heroveren.
Deze Corenne begint in "de Grote Jacht" wanneer een Seanchaans leger in Falme landt, maar wordt teruggeslagen.
Een tweede poging resulteert in de verovering van Tarabon, Amadicia en Altara. In dit laatste land echter krijgen de Seanchanen door toedoen van de Herrezen Draak Rhand Altor en diens Asha'man zware klappen te verduren, waarna ze zich terugtrekken op Ebo Dar.
Wanneer de Verzaker Mesaana vertelt dat Seanchan na de moord op de hele koninklijke familie - op Tuon na die in Ebo Dar verblijft - vervallen is in een burgeroorlog is de Corenne ook over.
Tuon, als wettige keizerin van Seanchan, sluit een verdrag met Rhand, waarmee de Seanchanen aan diens zijde deelnemen aan Tarmon Gai'don.
Aiel-woestijn · Altara · Amadicia · Andor · Arad Doman · Arafel · Cairhien · Eilanden van het Zeevolk · Falme · Geldan · Illian · Kandor · Land van de Waanzinnigen · Malkier · Mayene · Morland · Saldea · Seanchan · Shara · Shienar · Tarabon · Tar Valon · Tyr · de Verwording